# Кулланда, Сергей Всеволодович
Сергей Всеволодович Кулланда (23 августа 1954, Москва — 30 ноября 2020) — советский и российский историк-востоковед, кандидат исторических наук. Специалист по древней Индонезии, иранистике и скифологии.

## Биография
Сын археолога М. Н. Погребовой (1931—2015). В 1976 году окончил Институт стран Азии и Африки при МГУ им. Ломоносова. В том же году стал сотрудником Института востоковедения АН СССР (ныне — Российской Академии наук). В 1988 году там же защитил диссертацию на соискание ученой степени кандидата исторических наук («К проблеме возникновения древнеяванского государства»).
Занимался древней историей Индонезии, индоевропеистикой, индоиранистикой, скифологией. В 1998—1999 преподавал в Университете Малайя (Куала-Лумпур, Малайзия). Старший научный сотрудник отдела истории и культуры Древнего Востока Института востоковедения. С 2004 года одновременно доцент кафедры восточных языков факультета теоретической и прикладной лингвистики Института лингвистики РГГУ.
Автор четырёх монографий и более 90 статей. Перевел также на русский язык книгу Луиса Бернарда «Ислам и Запад».

## Основные труды

### Монографии
- История древней Явы. М.: Восточная литература, 1992, 221 с. ISBN 5-02-017371-1 (рец. Ефимова Л. М. —[7])
- Кони, колесницы и колесничие степей Евразии. Екатеринбург: Рифей, 2010, 370 с. (совместно с др.) ISBN 978-5-88521-173-4
- Визуальный фольклор. Поэтика скифского звериного стиля. М.: ИВ РАН, 2013. 274 с. ISBN 978-5-89282-486-6 (в соавторстве с М. Н. Погребовой и Д. С. Раевским).
- Скифы: язык и этногенез. М.: Русский фонд содействия образованию и науке, 2016. 232 с., Тираж 1000. ISBN 978-5-91244-141-7
- Происхождение варн. М.: Ин-т востоковедения РАН, 2018. 151 с. ISBN 978-5-89282-811-6

### Научные статьи
- Взаимодействие географических и экономических факторов в развитии традиционного малайского общества. — «Карта, схема и число в этнической географии». М., Московский филиал Географического общества СССР, 1975, стр. 17-22.
- Принадлежность к общине как социальный знак (на материале древней Явы). — «Обычаи и культурно-дифференцирующие традиции у народов мира». М., Московский филиал Географического общества СССР, 1979, стр. 28-33.
- Некоторые особенности санскритской эпиграфики Явы (опыт количественного анализа). — «Санскрит и древнеиндийская культура», т. 2. М., ИВ АН СССР, 1979, стр. 23-30.
- Простейшие признаки яванского эпиграфического массива VII-начала X вв. как источник по истории раннесредневековой Явы. — «Этническая история народов Восточной и Юго-Восточной Азии в древности и средние века». М., ГРВЛ, 1981, стр. 279—301 (совместно с Д. В. Деопиком).
- Некоторые аспекты отношений общины и государства на Яве (I тыс. н. э.). — «Региональная и историческая адаптация культур в Юго-Восточной Азии». М., Московский филиал Географического общества СССР, 1982, стр. 25-32.
- Некоторые проблемы социального строя раннеяванских государств (по данным эпиграфики VII-начала X вв.). — Народы Азии и Африки, 1982, № 5, стр. 41-50.
- Материальная культура и экономика народов Западной Индонезии в дописьменный период (по лингвистическим материалам). — Народы Азии и Африки, 1983, № 5, стр. 72-81.
- К восприятию индийской культуры в Индонезии. — Древний Восток. Историко-культурные связи. М., 1988, стр. 333—339.
- «Душистое дерево» и «Черепаший камень» (Древнеяванские княжества. Лингво-историко-этнографический анализ). — Яванская культура: к характеристике крупнейшего этноса Юго-Восточной Азии. М., 1989, стр. 3-8.
- Генезис государственности у народов Западной Индонезии. Шривиджайя; Матарам; Государства Кадири и Сингхасари; государство Маджапахит. -«История Востока II. Восток в средние века». М., 1995, стр. 215—218; 218—222; 360—364; 588—591.
- Царь богов Индра: юноша — воин — вождь. — «Ранние формы политической организации: от первобытности к государственности». М., 1995, сс. 104—125.
- Системы терминов родства и праязыковые реконструкции. — Алгебра родства. Родство. Системы родства. Системы терминов родства, вып. 2, СПб, 1998, стр. 47-75.
- Indo-European 'Kinship Terms' Revisited. — Current Anthropology, Vol. 43, no. 1, February 2002, pp. 89-111.
- Scythica sub specie iranicorum (скифская тематика в трудах Э. А. Грантовского). — ВДИ 2002, № 4, стр. 213—226 (в соавторстве с Д. С. Раевским).
- Ещё раз о скифском языке. — Orientalia et Classica. Труды Института восточных культур и античности РГГУ. Выпуск VI. Аспекты компаративистики 1. М., 2005, стр. 215—225.
- Бадуи. — Большая Российская Энциклопедия, т. 2, М., 2005, стр. 644.
- Бантам. — Большая Российская Энциклопедия, т. 3, М., 2005, стр. 14.
- Nushāntara or Java: the acquisition of the name. — Indonesia and the Malay World, no. 34, London, 2006, pp. 91-97.
- The Scythian language revisited. — Eurasia Scythica. History, Culture & Languages of Ancient Iranian Nomads of Eurasia. Paris — Vladikavkaz/Dzæwdžyqæw, 2006, vol. 1, no. 1, pp. 74-81.
- Old Javanese Kinship Terminology: Some Historical-Typological Implications. — Language and Text in the Austronesian World. Studies in Honour of Ülo Sirk. Muenchen, 2008, pp. 23-30.
- Индонезия. Исторический очерк // Большая российская энциклопедия. М.: Большая российская энциклопедия, 2008, т. 11, с. 325—330 (совместно с В. А. Тюриным и А. Ю. Друговым).
- What the Unknown Language Told. — Эпиграфика Востока XXVIII. Москва 2009, стр. 90-96.
- Уроки скифского. — Вопросы языкового родства. Международный научный журнал. № 5, М., 2011, стр. 48—68.
- Скифы: язык и этнос. — Вестник РГГУ. Серия «Востоковедение. Африканистика» № 2 (64).11. М., 2011, стр. 9-46.
- Прародины индоиранцев и иранцев. — Лексика, этимология, языковые контакты. К юбилею доктора филологических наук, профессора Джой Иосифовны Эдельман: Сборник статей. Институт языкознания РАН. М., Тезаурус, 2011, 312 стр., стр. 195—203.
- Буддизм в Нусантаре. — Философия буддизма: энциклопедия. Отв. ред. М. Т. Степанянц. Ин-т философии РАН. М., Вост. лит., 2011, стр. 925—932.